# La Mère d'Eurema
La Mère d'Eurema (titre original : Eurema's dam) est une nouvelle de science-fiction de R. A. Lafferty parue en 1972. « Eurema » est la déesse grecque de la découverte.
La nouvelle évoque un garçon peu intelligent, mais génial bricoleur, qui fabrique des machines réalisant tout ce qu’il est incapable de faire par lui-même. Jeune adulte, il est repoussé de tous même s'il est devenu très riche. Cependant, un jour, il se fait la réflexion que s'il est si intelligent, et s'il est repoussé par les gens, pourquoi ne pas utiliser son don et s'en servir à son profit ?  

## Récompenses
- Lauréat du prix Hugo de la meilleure nouvelle courte (1973)
- Classé 16e au prix Locus 1973, section « Meilleure nouvelle courte »
- Lauréat du prix Seiun 1975, section « Meilleure nouvelle courte étrangère »

## Publications

### Publications aux États-Unis
La nouvelle est parue en 1972 dans New Dimensions II: Eleven Original Science Fiction Stories.
Par la suite elle a été publiée à une vingtaine de reprises entre 1972 et 2020 dans de nombreux recueils et diverses anthologies.
En 2021, elle a été publiée dans l'anthologie The Best of R. A. Lafferty, pages 106 à 115.

### Publications en France
La nouvelle a été publiée en France :
- dans Le Livre d'or de la science-fiction : Raphael Lafferty (1984),
- dans Il était une fois… la Science-Fiction !, éditions A & A, numéro 177, collection Terre Profonde, mai 2025.

### Publications dans d'autres pays
- en japonais : 愚者の楽園 (1974)[3]
- en néerlandais : Eurema en d'r ouwe moer (1977)[4]
- en allemand : Mutter der Eingebung (1982)[5]
- en italien : 
  - Sei Miliardi Di Imbecilli (1985)[6]
  - La Madre di Eurema (1996)[7]
- en roumain : Fiul Euremei (2008)[8]

## Résumé
Albert est un garçon peu intelligent, mais génial bricoleur. Il fabrique des machines qui réalisent tout ce qu’il est incapable de faire par lui-même. Ainsi, ne sachant pas écrire, un conçoit une machine qui écrit pour lui.
Jeune adulte, il est repoussé de tous même s'il est devenu très riche. Cependant, un jour, il se fait la réflexion que s'il est si intelligent, et s'il est repoussé par les gens, pourquoi ne pas utiliser son don et de s'en servir à son profit ?
La nouvelle se termine ainsi, dans un dialogue entre Albert et son robot, alter-ego qui lui sert de confident : « (…) Six milliards de poires attendant qu'on les cueille ! Six milliards de gogos sans aucune défense ! Deux gars qui ont envie de s'amuser un peu, ils pourraient les faucher comme des champs de blé amélioré, race Albert ! (…) On va les gober comme autant de cacahouètes. Dire que je ne m'en étais jamais rendu compte ! Six milliards de gogos ! »